# پیامدهای اجتماعی و اقتصادی دنیاگیری کووید–۱۹ در ایران
تاکنون مباحث متعددی پیرامون پیامدهای اجتماعی و اقتصادی دنیاگیری کروناویروس در ایران مطرح شده‌است.

## پیامدهای اجتماعی

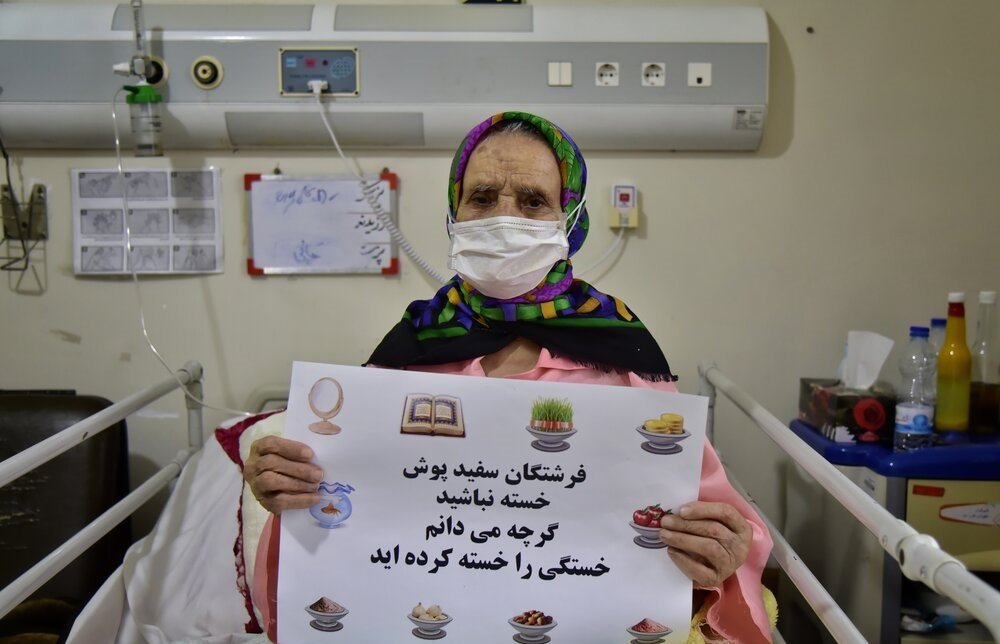
فعالیت‌های گسترده کادرپزشکی در ایام شیوع کرونا در ایران باعث به وجودآمدن موجی از تقدیرها از آنان شد.

در ۱ اسفند ۹۸ هراس از کرونا برای چند ساعت سبب تعطیلی ایستگاه مترو شوش شد.
در ۲ اسفند پلیس ایران چند نفر را در بابل به اتهام شایعه‌پراکنی در مورد کرونا بازداشت کرد. پیش از آن پلیس در استان‌های گیلان، ایلام و کردستان هم افرادی را با اتهام‌های مشابه بازداشت کرده بود. در ۷ اسفند ۲۴ نفر دیگر به اتهام و بهانهٔ مبارزه با شایعه‌پراکنی در مورد این بیماری دستگیر شدند.
در ۱۲ اسفند مرکز رسانه قوه قضاییه از بازداشت فردی خبر داد که دو روز قبل از آن، ضریح امام هشتم شیعیان در مشهد را لیسیده بود. در ویدئویی از این فرد که در شبکه‌های اجتماعی منتشر شد، او با ابراز ناراحتی از درخواست برای تعطیل اماکن مذهبی می‌گوید ضریح حرم را لیس می‌زند تا ویروس کرونا به او منتقل شود.
در ۱۷ اسفند آذری جهرمی، وزیر ارتباطات و فناوری اطلاعات، برای جلوگیری از شیوع کرونا در کشور، از ارائه ۱۰۰ گیگابایت اینترنت ثابت رایگان تا پایان سال خبر داد. حضور افراد در منازل و افزایش مصرف اینترنت، موجب کاهش کیفیت شده بود که اعلام شد اپراتورها به‌دلیل افزایش استفاده و تعداد کاربران برای ارائه سرویس هم در «لایهٔ شبکه» هم در «لایهٔ فرکانس» آماده نبودند و به همین دلیل شرکت ارتباطات زیرساخت ظرفیت شبکه ارتباطی اپراتورها را افزایش داد. پیش‌تر و زمانی که اعلام شد مراکز آموزشی تعطیل هستند، جهرمی گفته‌بود تماشای محتوای اینترنتی مخصوص به کودکان و در برخی سرویس‌دهنده‌ها تمامی فیلم‌ها و سریال‌ها رایگان شود. با تمدید این تعطیلی او خبر از ارائه خدمات رایگان تلویزیون‌های اینترنتی تا پایان داد. جهرمی دربارهٔ فراهم بودن امکان آموزش از راه دور نیز گفته بود که با توجه به احتمال تعطیلی مدارس و دانشگاه‌ها تا پایان سال، برای همکاری با وزارت علوم و آموزش و پرورش، امکانات ویژه‌ای جهت آموزش مجازی و از راه دور فراهم کردیم تا میلیون‌ها دانش‌آموز و دانشجو ضمن حفظ سلامت خود، از تحصیل علم هم جا نمانند.
صبح دوشنبه ۱۹ اسفند ۹۸ با وجود مخالفت و اعتراض جمعی از اعضای مجمع فدراسیون دوومیدانی و در حالی که دولت بر قرنطینه خانگی شهروندان و عدم مسافرت‌های بین شهری تأکید می‌کرد، وزارت ورزش انتخابات فدراسیون دوومیدانی که توأم با درگیری بود را برگزار کرد. مهدی علینژاد، رئیس مجمع، به خبرنگاران گفت: «ویروس بلاتکلیفی فدراسیون بسیار خطرناک‌تر از ویروس کرونا است». صداوسیما در گزارشی با انعکاس درگیری‌های مجمع اعلام کرد «کرونا همه فعالیت‌های ورزشی را معلق کرده و کسی فکرش را نمی‌کرد این انتخابات برگزار شود».
روز ۲۰ اسفند اعلام شد با پیشنهاد وزیر بهداشت و موافقت سید علی خامنه‌ای کادر پزشکی، پرستاری، بهداشتی و خدماتی که در زمان خدمت‌رسانی به بیماران مبتلا به کرونا درگذشته‌اند «شهید خدمت» محسوب می‌شوند.
سرایت ویروس کرونا به ایران تمام مرزهای هوایی، زمینی و دریایی کشور را تحت تأثیر قرار داد. کشورهای همسایه از جمله عراق، ترکیه، جمهوری آذربایجان، ارمنستان، ترکمنستان، افغانستان، پاکستان، عمان، امارات و کویت مرزهای مشترک با ایران را مسدود کردند و برنامه پروازی شرکت‌های خارجی به ایران نیز تعلیق شد. شرکت‌های هواپیمایی داخلی هم اجازه پرواز به سایر کشورها را ندارند. گزارش‌های تأییدشده‌ای از سرگردانی شهروندان ایرانی در فرودگاه‌های کشورهای ترکیه، امارات و هندوستان وجود دارد که وزارت خارجه در روزهای گذشته برای بازگرداندن آن‌ها به کشور اقداماتی انجام داده‌است. اما تعدادی از شهروندان ایرانی در سایر کشورها هستند که پیش از تأیید شیوع کرونا در ایران، از کشور خارج شده و اینک قصد بازگشت دارند و درحالی‌که اعتبار ویزا و پول‌شان رو به پایان است، این روزها را در سالن ترانزیت فرودگاه‌های بین‌المللی سپری می‌کنند. حرمت‌الله رفیعی، رئیس هیئت‌مدیره انجمن صنفی دفاتر خدمات مسافرتی و هوایی ایران، ۲۰ اسفند ۹۸ گفت: فقط هواپیمایی قطر یک پرواز بین تهران و دوحه دارد که قیمت آن در این شرایط وحشتناک و ناجوانمردانه بالا است و جای خالی هم ندارد. ایرلاین‌هایی که مسافران ایرانی از آن‌ها بلیت تهیه کرده‌اند، نه تنها برای بازگرداندن مسافران کاری را انجام نداده‌اند بلکه مسافر را بدون جا و غذا در فرودگاه رها کرده‌اند.
پرستاران و پزشکان ایرانی نیز برای گذراندن دوره سخت مبارزه با کرونا در کشور ویدئوهایی از رقصیدنشان در بیمارستان منتشر کردند. آنها این فیلم‌ها را در حالی ضبط کردند که لباس مخصوص با تجهیزات کامل از سر تا پا پوشیده‌اند و ماسک روی صورت دارند.
در ۱۱ فروردین ۱۳۹، کمیته اطلاع‌رسانی و مدیریت جو روانی ستاد ملی مقابله با کرونا اعلام کرد نسخه کاغذی نشریات تا پایان اجرای طرح فاصله‌گذاری اجتماعی چاپ نخواهد شد. این تصمیم با اعتراض روزنامه‌های شرق و دنیای اقتصاد مواجه شد و آنرا زمینه‌ساز بیکارشدن روزنامه نگاران دانستند.
در ۱۲ فروردین ۱۳۹۹، مدیرکل مشاوره و امور روانشناختی سازمان بهزیستی اعلام کرد میزان تماس‌های زوجین مربوط به اختلافات خانوادگی در دوران قرنطینه و کرونا با مشاوران این سازمان نشان می‌دهد آمارهای اختلافات بین زوجین، سه برابر افزایش یافته‌است.
دنیاگیری کرونا باعث لغو رژه سالیانه ارتش شد. این مراسم که قرار بود در ۲۹ فروردین و در روز ارتش برگزار شود، با رژه خدمت جایگزین شد که در آن نیروهای ارتش با تجهیزات رفع‌آلودگی، بیمارستان‌های سیار، خودروهای طراحی و بهینه شده از مقابل جایگاه ویژه عبور کردند.

### مسمومیت و مرگ با الکل
در ۱۷ اسفند چند شهروند اهوازی، تحت تأثیر شایعهٔ «مؤثر بودن خوردن الکل برای دفع ویروس کرونا»، الکل غیر خوراکی (متانول) نوشیدند که باعث مرگ دست کم ۹ نفر از آن‌ها شد. همان روز رئیس بخش مسمومین بیمارستان لقمان تهران، از افزایش شمار مراجعه‌کنندگان به دلیل مسمومیت ناشی از شرب ترکیبات الکلی خبر داد. هم‌زمان مرگ ۳ نفر به علت «خوردن ژل ضدعفونی» اعلام شد.
طبق اعلام رسانه‌ها با شیوع ویروس کرونا و کم شدن موجودی الکل اتانول در بازار، بعضی افراد سودجو اقدام به دست‌کاری الکل متانول و تغییر رنگ آن با استفاده از مایع سفیدکننده کرده و آن را به جای اتانول به فروش می‌رسانند. متانول در هنگام تولید مانند اتانول بی‌رنگ است اما با افزودن موادی آنرا به رنگ نارنجی درمی‌آورند. از اواسط اسفند ۹۸ تا ۱۷ فروردین ۹۹، دراستان‌های مختلف ایران ۳۴۰ نفر بر اثر نوشیدن الکل تقلبی یا صنعتی جان باخته‌اند. مقایسهٔ آماری در میانهٔ فروردین ۹۹ نشان می‌دهد که درصد مرگ مسموم‌شدگان با الکل تقلبی از درصد فوت مبتلایان به ویروس کرونا پیشی گرفته‌است. آمار مرگ بیماران کرونایی ۶٬۷ درصد از مجموع مبتلایان به ویروس است در حالی که حدود ۱۰٬۳ درصد از مسموم‌شدگان با الکل تقلبی یا صنعتی جان خود را از دست داده‌اند.

### وضعیت جاده‌ها

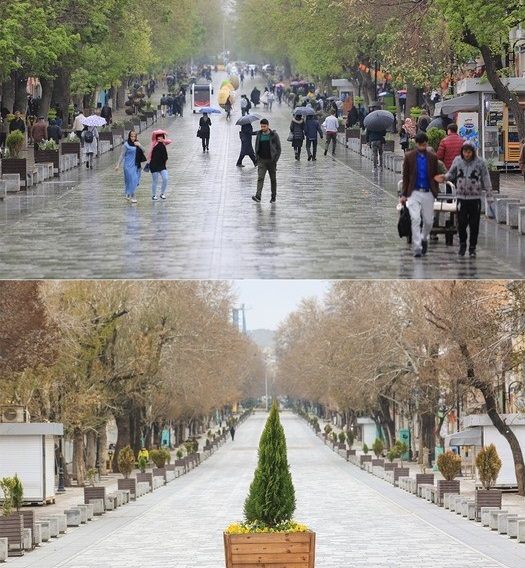
مقایسه وضعیت شلوغی خیابان‌ها در نوروز ۹۸ و ۹۹ در همدان.

استانداری مازندران ۱۶ اسفند ۹۸ اعلام کرد تمامی مسیرهای ورودی به این استان به روی افراد غیربومی بسته شده‌است اما شامگاه شنبه ۱۷ اسفند معاون سیاسی استاندار از بازشدن جاده‌ها خبر داد و اطلاعیهٔ مسدود بودن این جاده‌ها نیز در وبسایت مرکز مدیریت راه‌های ایران حذف شد. پس از آن رسانه‌ها و کاربران شبکه‌های اجتماعی از تجمع شماری از اهالی محل در جاده‌های ورودی و بستن این جاده‌ها، از جمله جاده هراز، خبر دادند. خبرگزاری فارس در پی جلوگیری ساکنین محلی آمل از ورود خودروهای پلاک تهران در ۱۹ اسفند ۹۸ نوشت: دوری و دوستی باید شعار این روزها برای مقابله با ویروس کرونا باشد محور هراز به روی غیربومیان بسته ماند.
در ۶ فروردین ۱۳۹۹، علی ربیعی سخنگوی دولت ایران با بیان اینکه حسن روحانی دستور به ممنوعیت سفرهای جدید و خروج از شهرها داده‌است اعلام کرد آیین‌نامه خروج از شهرها به زودی تصویب و اعلام می‌شود.

### وضعیت زندان‌ها
پس از شیوع ویروس کرونا، جمعی از خانواده‌های زندانیان سیاسی نسبت به وضعیت زندانیان اظهار نگرانی کردند و به‌دلیل وجود خطر جدی، خواستار آزادی یا مرخصی زندانیان شده‌اند. هم‌زمان با افزایش نگرانی از شیوع ویروس کرونا زندانیان در زندان‌های مختلف ایران شورش و در مواردی از زندان فرار کرده‌اند. قوه قضاییه ایران اعلام کرده‌است که تا کنون حدود بیش از ۸۰ هزار زندانی را به دلیل شیوع ویروس کرونا به مرخصی فرستاده یا به صورت مشروط آزاد کرده‌است. با وجود این گروه‌های حقوق بشری و فعالان طرفدار حقوق زندانیان دربارهٔ نبود امکانات کافی در زندان‌های ایران و خطر شیوع بیماری در زندان‌های مختلف کشور هشدار داده‌اند.
روز چهارشنبه ۷ اسفند ۱۳۹۸ قوه قضائیه در ایران طی بخشنامه‌ای اعلام کرد زندانیان سیاسی که به اتهام «اقدام علیه امنیت ملی» محکوم به کمتر از ۵ سال زندان شده‌اند واجد شرایط مرخصی هستند. این در حالی است که اغلب زندانیان سیاسی حکم‌شان بیش از ۵ سال است و این بخشنامه در مورد آنها صدق نمی‌کند.
روز یکشنبه ۱۱ اسفند ۱۳۹۸ تعدادی از بازداشت‌شدگان اعتراضات آبان ۱۳۹۸ در زندان تهران بزرگ را بعد از مثبت شدن تست کرونا روی یکی از آن‌ها، به بهانهٔ انتقال به بیمارستان یافت‌آباد به محلی در مجاورت زندانیان با جرائم قتل و مواد مخدر منتقل کردند. این در حالیست که در خرداد ۱۳۹۸ و در همین محل، زندانی سیاسی علیرضا شیرمحمدعلی توسط دو زندانی با جرائم خشن با چاقو به قتل رسید و مسئولین زندان قول داده بودند که از تکرار چنین مواردی جلوگیری می‌کنند.
به گزارش واشینگتن تایمز زندانیان توان مبارزه با شیوع کروناویروس را ندارند. سازمان مجاهدین خلق می‌گوید که در بعضی از زندان‌ها مانند قزل‌حصار حتی صابون و مواد ضدعفونی کننده وجود ندارد و یک شهروند که بخاطر شرکت در اعتراضات خیابانی آبان ماه به اعدام محکوم شده به این ویروس مبتلا شده‌است.
دست‌کم ۱۰۰ زندانی سیاسی - عقیدتی در زندان رجایی‌شهر ضمن ابراز نگرانی از وضعیت بهداشتی داخل زندان با انتشار نامه‌ای سرگشاده به مجامع جهانی و نهادهای حقوقی نسبت به شیوع این ویروس در زندان، خواستار جلوگیری از احتمال فاجعه‌ای مرگبار در داخل زندان شده‌اند.
سازمان گزارشگران بدون مرز روز پنجشنبه ۱۵ اسفند با انتشار بیانیه‌ای، ضمن ابراز نگرانی نسبت به امنیت جانی روزنامه‌نگاران زندانی، اعلام کرد که این زندانیان در معرض خطر مرگ قرار دارند.
روز سه‌شنبه ۲۰ اسفند ۱۳۹۸ در حالی که هنوز بسیاری از زندانیان سیاسی و عقیدتی و فعالان اجتماعی و حقوق بشر در زندان به‌سر می‌برند، گزارشگر ویژه سازمان ملل در امور حقوق بشر در ایران، جاوید رحمان، از نگه داشتن زندانیان سیاسی در زندان‌ها در شرایطی که ویروس کرونا شیوع پیدا کرده‌است، ابراز نگرانی کرد و آنرا «تاسف‌آور و آزاردهنده» خواند و از مقامات جمهوری اسلامی خواست تا تمامی آن‌ها را به‌طور موقت از زندان آزاد کنند.
پنج‌شنبه ۲۲ اسفند ۱۳۹۸ دیده‌بان حقوق بشر خواهان آزادی موقت تمامی زندانیانی که به‌خاطر مخالفت مسالمت‌آمیز بازداشت شده و در زندان‌ها به‌سر می‌برند، شد. مایکل پیج، معاون مدیر بخش خاورمیانه دیده‌بان حقوق بشر خطر ابتلا به ویروس کرونا برای زندانیان سیاسی که هرگز نباید زندانی می‌شدند را جدی دانست و تأکید کرد که مقامات جمهوری اسلامی نباید برای آزادی زندانیان به خطا بازداشت شده و آزادی دیگر زندانیان سیاسی و عقیدتی لحظه‌ای درنگ کرده و وقت را تلف کنند.
در حالی که در زندان‌های ایران شیوع ویروس کرونا جان هزاران زندانی را به خطر انداخته‌است، در روز سه‌شنبه ۲۰ اسفند ۱۳۹۸ سه عضو کانون نویسندگان ایران رضا خندان (مهابادی)، بکتاش آبتین و کیوان باژن برای اجرای احکام زندانشان فراخوانده شدند.
روز پنجشنبه ۲۲ اسفند ۱۳۹۸ زندانیان سیاسی امیرسالار داودی، وکیل پایه یک دادگستری و عضو کانون وکلای مرکز، اسماعیل عبدی، فعال صنفی معلمان، جعفر عظیم‌زاده، فعال حقوق کارگران، و مجید آذرپی، زندانی سیاسی در زندان اوین از وضعیت زندان‌ها و تهدیدات شیوع ویروس کرونا و سهل‌انگاری در دادن مرخصی به زندانیان و خطرهای جانی زندانیان بیانیه‌ای منتشر کردند و در آن به وضعیت استفاده اجباری زندانیان از آشپزخانه مشترک و سرویس‌های بهداشتی و نبود تجهیزات پزشکی و امکانات بهداشتی اشاره کردند و گفتند که هر لحظه امکان آن می‌رود تلفات جانی این ویروس در زندان‌ها ایران نسبت به محیط‌های بیرون زندان چندین برابر شود.
در ۲۶ اسفند، نسرین ستوده حقوق‌دان و فعال حقوق بشر ایرانی در اعتراض به جلوگیری از آزادی زندانیان سیاسی دست به اعتصاب غذا در زندان اوین زد. وی با انتشار بیانیه‌ای نوشت: «در میانه بحرانی که جهان و ایران را دربر گرفته‌است، همان نهادهای نظامی و اطلاعاتی که با تحمیل مدیریت‌های ستیزه‌جویانه‌شان امنیت کشور را برهم زده‌اند؛ همچنان بر ادامه حبس زندانیان سیاسی در شرایط پرمخاطره کنونی اصرار می‌ورزند تا فاجعه هر چه عمیق‌تر و گسترده‌تر گردد و طوفان این ویروس کشنده زندانیان سیاسی یا خانواده‌های آنان را از بین ببرد».
روز یکشنبه ۲۵ اسفند ۱۳۹۸ تعدادی از زندانیان سیاسی در زندان اوین در اعتراض به عدم اعطای مرخصی به زندانیان سیاسی پس از شیوع ویروس کرونا در ایران از گرفتن جیره غذای دولتی در زندان خودداری کردند، آنها گفتند تا رسیدن به خواست‌هایشان اعتراض خود را ادامه خواهند داد.
روز دوشنبه ۲۶ اسفند ۱۳۹۸، ۴۵ زندانی سیاسی در زندان بزرگ تهران به دلیل ندادن مرخصی بعد از شیوع ویروس کرونا در ایران و … دست به اعتراض زده و از گرفتن جیره غذایی دولتی در زندان خودداری کردند.
روز ۲۸ اسفند ۱۳۹۸ در پی شیوع ویروس کرونا در زندان‌های ایران، سازمان عفو بین‌الملل در بیانیه‌ای خواستار آزادی فوری زندانیان سیاسی و عقیدتی محکوم به بیش از ۵ سال حبس در زندان‌های ایران شد. این درخواست عفو بین‌الملل در واکنش به اعطای عفو به محکومان جرایم امنیتی دارای محکومیت زندان ۵ سال یا کمتر می‌باشد.
۷ فروردین ۹۹ زندانیان بندهای ۷ و ۹ زندان تبریز در اعتراض به ضعف در اجرای بخش‌نامه عفو و اعطای مرخصی به زندانیان و همچنین ورود زندانیان جدید به زندان و عدم رعایت قرنطینه دست به شورش زدند. همان روز سازمان عفو بین‌الملل در یک اقدام فوری اعلام کرد، مقامات ایرانی باید فوراً و بدون قید و شرط صدها زندانی عقیدتی را در بحبوحه واهمه‌های زیادی که بر سر گسترش ویروس کرونا در زندانهای ایران وجود دارد آزاد کنند.
روز جمعه ۸ فروردین ۱۳۹۹ زندانیان در زندان سقز کردستان در اعتراض به اعزام نشدن به مرخصی و در شرایط شیوع ویروس کرونا در زندان‌ها دست به شورش زده و دست‌کم ۸۰ زندانی فرار کردند. در این روز زندانیان بندهای ۷ و ۹ زندان تبریز در واکنش به بی‌توجهی مسئولان زندان به شیوع ویروس کرونا و به خطر افتادن جان آنها، دست به شورش زده و پتوها را به آتش کشیدند که نیروهای گارد زندان به بند وارد شده و با زندانیان درگیر شدند.
روز یکشنبه ۹ فروردین ۱۳۹۹ درگیری و اعتراضاتی در زندان الوند همدان به علت شیوع ویروس کرونا در زندان‌ها بوده‌است.
یکشنبه ۱۰ فروردین ۱۳۹۹ ساعت ۲۲ شب در دو بند زندان عادل‌آباد شیراز زندانیان به علت ندادن مرخصی در اوج شیوع ویروس کرونا دست به شورش زده و نرده‌ها و دوربین‌های مدار بسته را شکستند.
سه‌شنبه ۱۲ فروردین زندانی‌ها زندان شیبان یا زندان مرکزی اهواز به دلیل شیوع کرونا و از ترس ابتلا به بیماری در زندان شورش کرده‌اند. روز دوشنبه ۱۱ فروردین هم زندان سپیدار اهواز شاهد شورش زندانیان در اعتراض به ندادن مرخصی و وضعیت بهداشتی زندان بود. در پی شورش در این دو زندان و محاصره و درگیری با نیروهای امنیتی زندان دست‌کم ۳ زندانی کشته و چندین نفر زخمی شده‌اند. خانواده‌های زندانیان که در جاده اهواز- شوشتر تجمع کرده بودند مورد حمله نیروهای امنیتی قرار گرفتند و به سمت آن‌ها گاز اشک‌آور شلیک شد. در زندان شیبان اهواز ۳ زندانی که به ویروس کرونا مبتلا شده‌اند به بیمارستان منتقل نشده و در قرنطینه زندان می‌باشند.
۴ نفر از کسانی که در شورش زندانیان زندان سپیدار اهواز به دست نیروهای یگان امنیتی زندان کشته شدند عبارتند از: رضا خرسانی (مغینمی) ۳۸ ساله از دشت آزادگان، محمد سلامات از اهواز، شاهین زهیری از خرمشهر و محمد تامولی طرفی
روز جمعه ۱۵ فروردین ۱۳۹۹ سخنگوی کمیساریای عالی حقوق بشر سازمان ملل ابراز نگرانی خود را از شرایط زندانیان در جهان و به‌ویژه در ایران در بحبوحه جهانی شدن ابتلا به ویروس کرونا ابراز داشت.
روز یکشنبه ۱۷ فروردین ۱۳۹۹ محمد حسین سپهری فعال مدنی سیاسی زندانی در زندان وکیل‌آباد مشهد به ویروس کرونا مبتلا شد.
روز پنج‌شنبه ۲۱ فروردین ۱۳۹۹ عفو بین‌الملل ابراز نگرانی کرده که بیم آن می‌رود دست‌کم ۳۶ زندانی در ایران بدست نیروهای امنیتی کشته شده باشند. در روزهای اخیر هزاران زندانی در حداقل ۸ زندان در سراسر کشور بخاطر ترس از ابتلا به ویروس کرونا دست به اعتراض زدند که با واکنش مرگباری از سوی نیروهای امنیتی زندان روبرو شدند که برای سرکوب معترضین از مهمات جنگی و گاز اشک‌آور استفاده کرده که موجب کشته شدن حدود ۳۶ زندانی و جراحت صدها زندانی دیگر گردید.
روز شنبه ۲۳ فروردین ۱۳۹۹ مصطفی سلیمی زندانی سیاسی زندان سقز که در جریان بحران شیوع ویروس کرونا و شورش در زندان فرار کرده و بعد از چند روز در اقلیم کردستان عراق بازداشت و به حکومت جمهوری اسلامی تحویل داده شده بود، اعدام شد.
روز دوشنبه ۲۵ فروردین ۱۳۹۹ هشت کارگران سینمای ایران خواهان آزادی فوری و موقت تمامی زندانیان سیاسی و عقیدتی و فعالان محیط زیست از زندان‌های جمهوری اسلامی شدند. آنها در بیانیه مشترک خود خاطرنشان کردند که تداوم نگه داشتن این افراد در زندان و شیوع موج دوم ویروس کرونا عواقب جبران‌ناپذیری را به دنبال خواهد داشت.
در ۲۹ فروردین ۱۳۹۹، ۱۲ نفر از گزارشگران و کارشناسان سازمان ملل متحد طی بیانیه‌ای خواستار آزاد فوری زندانیان سیاسی و عقیدتی و دو تابعیتی و شهروندان خارجی در زندان‌های ایران شدند. این گزارشگران از جمله جاوید رحمان، گزارشگر ویژه سازمان ملل متحد در امور ایران و اگنس کالامارد، گزارشگر ویژه این نهاد در مورد اعدام‌های خودسرانه و ناعادلانه دربیانیه‌شان به آخرین آمار مقامات وزارت بهداشت جمهوری اسلامی در رابطه با مرگ یک نفر در هر ده دقیقه بر اثر ابتلا به ویروس کرونا اشاره کرده و متذکر شدند که بعضی از این زندانیان به دلیل شرایط سنی و وضعیت جسمی‌شان در معرض خطر ابتلا به ویروس کرونا هستند.
روز جمعه ۲۹ فروردین ۱۳۹۹ کانون وکلای اروپا که نمایندگی بیش از یک میلیون وکیل در ۴۵ کشور اروپایی را برعهده دارد، در نامه‌ای به حسن روحانی با اشاره به وضعیت شیوع کرونا و گسترش آن در زندان‌های ایران، خواستار آزادی وکلای زندانی در ایران شدند.
در روز چهارشنبه ۳ اردیبهشت ۱۳۹۹ میشل باچله، کمیسر عالی حقوق بشر در سازمان ملل متحد ضمن محکوم کردن اعدام دو نوجوان به نام‌های شایان سعیدپور و مجید اسماعیل‌زاده که در زمان ارتکاب جرم کمتر از ۱۸ سال داشتند، خاطر نشان کرد که این دو نوجوان اعدام‌شده در اعتراضات نسبت به عدم اعطای مرخصی به زندانیان به دلیل شیوع کرونا شرکت داشته‌اند، «نگرانی شدید» خود را از احتمال تسریع اعدام سایر زندانیان محکوم به اعدام که در این اعتراضات شرکت داشته‌اند ابراز کرده‌است.
روز چهارشنبه ۳ اردیبهشت ۱۳۹۹، ۲۰ سازمان حقوق بشر بین‌المللی از جمله «مرکز رائول والنبرگ»، «خانه آزادی (فریدم هاوس)»، «بنیاد لانتوس»، «بنیاد حقوق بشر» با انتشار یک نامه سرگشاده از دولت‌ها، رسانه‌ها، سازمان ملل متحد، و سازمان‌های بین‌المللی خواستار فشار بر مقامات جمهوری اسلامی برای آزادی هر چه سریعتر ۵۰ زن زندانی سیاسی و عقیدتی محبوس در زندان‌های ایران در بحبوحه شیوع کرونا ویروس در زندان‌ها شدند.
در روز چهارشنبه ۳ اردیبهشت ۱۳۹۹ خبرگزاری فرانسه گزارش داد، ویروس کرونا جان زندانیان در ایران را به خطر انداخته‌است. گفته می‌شود تعداد زندانیان بیش از ۲۵۰ هزار نفر است. شورش‌ها توسط زندانیان مستاصلی انجام شده که گفته شده ده‌ها نفر از آنها کشته شده‌اند و باوجود کرونا اعدام‌ها ادامه دارند.
رسانه‌های فارسی‌زبان در خارج گفته‌اند گزارش‌های محلی نشان می‌دهد که آمار و ارقام (تلفات کرونا) حداقل دو برابر آماری است که رسماً اعلام شده‌است، همزمان گروه اپوزیسیون شورای ملی مقاومت ایران مدعی است آمار واقعی ۲۸۰۰۰ نفر است. شاهین قبادی، سخنگوی این گروه به خبرگزاری فرانسه گفت: «اوضاع زندانیان یک بمب ساعتی انسانی است».
روز ۹ اردیبهشت ۱۳۹۹ صدای آمریکا از قول خواهر یک زندانی به نام سام رجبی که مبتلا به بیماری کرونا شده‌است، اعلام کرد که مقامات زندان حتی با وثیقه یک میلیارد تومانی حاضر به آزادی موقت او نشدند.
روز دوشنبه ۸ اردیبهشت ۱۳۹۹ انجمن جهانی قلم با انتشار بیانیه‌ای خواستار آزادی فوری و بدون قید و شرط زندانیان عقیدتی و سیاسی در ایران شد. این بیانیه اشاره به این دارد که با وجود آزادی هزاران زندانی در پی شیوع ویروس کرونا در زندانهای ایران، هنوز زندانیان عقیدتی و سیاسی پشت میله‌های زندان باقی‌مانده‌اند.
روز دوشنبه ۸ اردیبهشت ۱۳۹۹، ۸۰ تشکل و سندیکای عضو «شبکه سندیکایی جهانی همبستگی و مبارزه» طی نامه‌ای خطاب به مقامات جمهوری اسلامی، خواستار آزادی اسماعیل عبدی و محمد حبیبی شدند. این بیانیه بازداشت اسماعیل عبدی که بخاطر شیوع ویروس کرونا در زندان‌های ایران در مرخصی بود، و اخراج محمد حبیبی از آموزش و پرورش را محکوم کرد.
روز دوشنبه ۱۵ اردیبهشت ۱۳۹۹ عفو بین‌الملل با شیوع گسترده ویروس کرونا خواستار آزادی بدون قید و شرط زندانیان سیاسی و عقیدتی در جهان از جمله نسرین ستوده در ایران شد.
روز پنج‌شنبه ۲۲ خرداد ۱۳۹۹ رادیو فردا گزارش کرد، علی یونسی دانشجوی مهندسی کامپیوتر دانشگاه صنعتی شریف تهران در دوران حبس در زندان انفرادی به ویروس کرونا مبتلا شده‌است. وی به مدت نزدیک به ۲ ماه در انفرادی بود و هم‌اکنون به سلول‌های جمعی با ۷ الی ۸ نفر منتقل شده‌است. وی برنده مدال نقره المپیاد نجوم کشوری در ۹۵ و مدال طلای المپیاد نجوم در ۹۶ و دارنده مدال طلا در دوازدهمین المپیاد جهانی نجوم و اخترفیزیک که در چین برگزار شد، بوده‌است.
بنا بر گزارش خبرگزاری هرانا در ۱۸ تیر ۱۳۹۹ نرگس محمدی فعال مدنی زندانی به‌همراه ۷ نفر زندانی دیگر در زندان زنجان به ویروس کرونا مبتلا شده و علائم این ویروس در آنها دیده شده‌است ولی آنان از رسیدگی‌های پزشکی محروم می‌باشند. نرگس محمدی از بیماری آمبولی ریه رنج می‌برد و این بیماری وضعیت او را خطرناکتر کرده‌است.
بنا بر گزارش خبرگزاری هرانا در ۲۲ تیر ۱۳۹۹ پرستو معینی، متهم سیاسی هفته پیش به بیماری کرونا مبتلا شده‌است، وی را از ۲۰ تیر بدون رسیدگی پزشکی از بند ۵ زندان قرچک ورامین به اتاقی در طبقه بالای ساختمان بهداری این زندان منتقل کرده‌اند.
در ۲۵ تیر ۱۳۹۹ یک زندانی به‌نام سعید حیدری، ۳۷ ساله در زندان سپیدار اهواز به‌دلیل سهل‌انگاری مسئولان زندان و عدم رسیدگی پزشکی درگذشت. وی با علائم مشکوک به ویروس کرونا در زندان به‌سر می‌برد. این زندانی که دارای ۲ فرزند بود از سال ۹۸ به‌دلیل درگیری به‌صورت بلاتکلیف در بازداشت بود.
۲۷ تیر ۱۳۹۹ حدود ۵۰۰ نفر از فعالان سیاسی در ایران با ابراز نگرانی از شیوع ویروس کرونا در زندان‌ها خواستار آزادی زندانیان مبتلا به ویروس کرونا از جمله نرگس محمدی، فعال حقوق بشر شدند.
۱ مرداد ۱۳۹۹، ۱۶ نفر از کارشناسان حقوق بشر سازمان ملل متحد از جمله جاوید رحمان خواستار آزادی فوری نرگس محمدی، مدافع حقوق بشر و تعداد دیگری از زندانیان سیاسی مبتلا به ویروس کرونا شدند. آن‌ها تأکید کردند این افراد خودسرانه بازداشت شده‌اند و باید «پیش از آن که خیلی دیر شود» آزاد شوند.
۱۹ مرداد ۱۳۹۹ مشخص شد ۱۲ زندانی سیاسی در زندان اوین به ویروس کرونا مبتلا شده و به بهداری زندان منتقل شده و در یک اتاق نگهداری می‌شوند. اسماعیل عبدی، جعفر عظیم‌زاده، امیرسالار داوودی، مجید آذرپی، فریدون احمدی و سعید شریفی از جمله ۱۲ زندانی می‌باشند. وضعیت اسماعیل عبدی که به بیماری زمینه‌ای آسم مبتلا است و جعفر عظیم‌زاده که از مشکلات کلیوی و قلبی و عروقی رنج می‌برد از همه خطرناک‌تر می‌باشد و جانشان در خطر است. به گفته سایت خبری امتداد از قول یکی از زندانیان، از آنها یک هفته پیش آزمایش ابتلا به ویروس کرونا گرفته شد که تست تعدادی از زندانیان سیاسی مثبت اعلام شد ولی به دلیل پنهان‌کاری مسئولین زندان تا حاد شدن وضعیت زندانیان هیچ اقدامی صورت نگرفته بود.
در پی انتقال ۱۲ زندانی سیاسی مبتلا به ویروس کرونا به بهداری بیمارستان، ۲۷ زندانی سیاسی روز دوشنبه ۲۰ مرداد ۱۳۹۹ در حیاط زندان دست به تحصن زدند و خواستار رسیدگی فوری به وضعیت پیش آمده در پی شیوع ویروس کرونا در زندان شدند.
۱۴ مهر ۱۳۹۹ فرهاد میثمی، فعال مدنی، طی یک تماس تلفنی از ابتلای خود به ویروس کرونا در زندان رجایی شهر کرج خبر داد.
فرهاد میثمی به خاطر کنش‌های مدنی در مخالفت با حجاب اجباری به پنج سال زندان محکوم شد و از مرداد ۱۳۹۷ در زندان بسر می‌برد.
در حال حاضر حالش خوب است.
دو زندانی سیاسی دو تابعیتی ایرانی-اتریشی به نام‌های کامران قادری و مسعود مصاحب در زندان اوین به کرونا مبتلا شده‌اند. در روز چهارشنبه ۳ دی ۱۳۹۹ آگنس کالامارد، گزارشگر ویژه حقوق بشر سازمان ملل متحد در واکنش به خبر ابتلای مسعود مصاحب به کرونا گفت: «حبس موجب افزایش میزان آسیب‌پذیری زندانی می‌شود. این امر منجر به افزایش وظیفه مراقبت از طرف دولت می‌شود که موظف است اقدامات لازم را برای محافظت از جان آن‌ها را انجام دهد.» وی خواستار آزادی بدون شرط همه کسانی شده که حبس‌شان غیرقانونی و خودسرانه به‌شمار می‌رود.
بنا بر گفته وکیل زندانی بازداشت شده آبان ۹۸ «امیر حسین مرادی» در روز یک‌شنبه ۱۳ تیر سال ۱۴۰۰ امیرحسین به کرونا مبتلا شده است.

### تعطیلی مراکز نگهداری معتادان
در اوایل اسفند ۹۸ و به‌منظور جلوگیری از شیوع کرونا، جمع‌آوری معتادان فاقد مکان زندگی و فعالیت برخی از مراکز نگهداری آن‌ها با توصیهٔ وزارت بهداشت متوقف شد. هم‌زمانی این مسئله با آزادی موقت برخی زندانیان که خانواده‌ای نداشتند یا خانواده‌شان آن‌ها را طرد کرده بودند باعث مراجعهٔ چند برابری به گرمخانه‌های شهرداری شد در حالی که این مراکز ظرفیت کافی برای اسکان این تعداد متقاضی را نداشتند. پیامد این اتفاق‌ها رها شدن ۴ تا ۵ هزار معتاد در سطح شهر تهران و تجمع آن‌ها در پاتوق‌های شناخته‌شده‌شان مثل میدان شوش بود. مرکز پژوهش‌های مجلس، تعداد معتادان رها شده به خاطر شیوع کرونا در گرمخانه‌ها را ۱۱ هزار نفر اعلام کرده‌است.

### طبقات محروم و فقیر
در ۲۳ فروردین ۱۳۹۹ معاون وزارت بهداشت حکومت جمهوری اسلامی اعلام کرد که به‌علت فقر، دسترسی فقرا به وسایل بهداشتی و خدمات درمانی کمتر بوده و مرگ و میر در میان آنها بیشتر است.

## پیامدهای اقتصادی

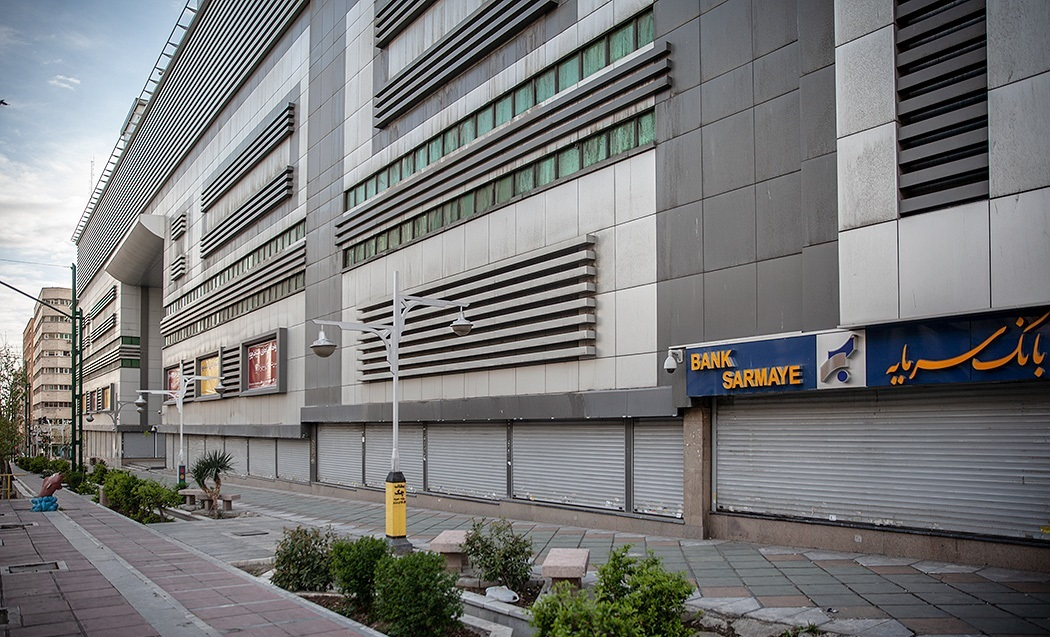
شیوع کرونا در ایران باعث تعطیلی و رکود رستورانها، آرایشگاه‌ها، باشگاه‌های ورزشی و مراکز خرید در آستانه نوروز شد.

با وجود این که کرونا ویروس از طریق غذای پخته منتقل نمی‌شود، فروش رستوران‌ها در ایران بر اثر شیوع کروناویروس ۳۰ درصد کاهش یافت.
پس از شیوع ویروس کرونا برخی پزشکان و کاربران شبکه‌های مجازی اعلام کردند محصولاتی مانند سیر، لیموترش و زنجبیل که غذاهای گرم محسوب می‌شوند می‌تواند ویروس کرونا را کنترل کند. همین باعث شد تا تقاضا برای این قبیل محصولات بیشتر شود و همزمان قیمت‌ها چند برابر شد. با وجود این‌که تغذیهٔ سالم و مصرف ویتامین‌ها و املاح معدنی برای سلامتی سودمند است، مصرف میوه یا سبزیجات خاص برای پیشگیری از ابتلا به کرونا پایهٔ علمی ندارد.
علاوه بر اینکه معاملات خودرو در بازار علی‌رغم نزدیک شدن به روزهای پایانی سال ۹۸ به دلیل شیوع کرونا با افت مواجه بوده، مراجعات به مرکز شماره‌گذاری نیز با افت شدیدی همراه بوده‌است. بررسی‌ها نشان داد نسبت به هفته ابتدایی اسفند ۹۸ کاهش ۵۰۰ هزار تومانی تا ۶ میلیون تومانی در قیمت خودروهای پرتیراژ ساخت ایران رخ داده‌است.
در ۱۰ اسفند دبیرکل کانون انجمن‌های صنایع غذایی ایران با اشاره به بسته شدن مرزهای برخی کشورهای همسایه با ایران و عدم امکان ترانزیت کالا گفت: بسته شدن برخی راه‌های صادراتی و عدم امکان تردد کامیون‌های حامل محصولات غذایی صادراتی، باعث باقی ماندن بخشی دیگر از تولیدات در بازار داخلی شده و این محصولات نیز در صورت نیاز در بازار داخل عرضه خواهد شد. هم‌زمان فعالان بازار ملک اعلام کردند که با افزایش نگرانی‌ها از اپیدمی کروناویروس، تعداد مراجعات و تعداد قراردادهای خرید و فروش و اجاره مسکن در تهران نسبت به هفته قبل کاهش پیدا کرده و تقریباً به نصف معاملات هفته‌های اخیر رسیده‌است.
مدیرکل دفتر ترانزیت و حمل‌ونقل بین‌المللی سازمان راهداری در ۱۱ اسفند ۹۸ از تداوم مبادلات تجاری کامیونی با کشورهای افغانستان، عراق، آذربایجان و روسیه (از مسیر آذربایجان) خبر داد و گفت: محدودیت مبادلات با ۳ کشور (ترکمنستان، پاکستان و ترکیه) تا هفته آینده لغو می‌شود.
مدیرکل سازمان تعزیرات حکومتی استان تهران ۱۱ اسفند ۹۸ گفت: در شهرستان‌های استان تهران به تعداد کافی و حتی مازاد مورد نیاز دام سبک داریم و اگر اجازه کشتار آن‌ها داده شود قیمت گوشت گوسفندی حداکثر باید بین ۶۵ تا ۷۰ هزار تومان باشد، اما متأسفانه در فضای کنونی و با مطرح شدن بیماری کرونا و بر اساس گزارش‌ها، قیمت گوشت گوسفند هر کیلو بیش از ۱۲۰ و در برخی اوقات تا ۱۴۰ هزارتومان بوده.
در ۱۲ اسفند مدیر برنامه‌ریزی شرکت ملی پخش فراورده‌های نفتی گفت: از انتهای بهمن ماه به دلیل شیوع ویروس کرونا و کاهش رفت‌وآمد شهروندان میزان مصرف بنزین در کشور ۱۰ درصد کاهش یافت. همان روز محمد کشتی آرای، رئیس کمیسیون تخصصی طلا و جواهر اعلام کرد بازار طلا و سکه بخاطر شیوع کرونا به حالت تعطیل درآمده و هیچ معامله ای انجام نمی‌شود. وی همچنین گفت قیمت جهانی طلا تحت تأثیر گسترش ویروس کرونا در کشورهای مختلف افزایش یافته‌است.

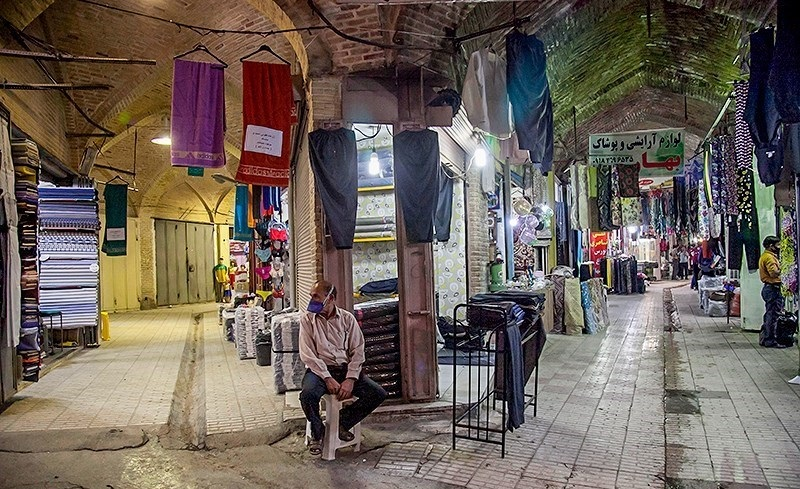
کسادی بازار سنتی کرمانشاه در پی تشدید کرونا مرداد ۱۳۹۹

در ۱۸ اسفند شرکت هواپیمایی ایران اعلام کرد که تمام پروازهای این شرکت به مقصد اروپا تا اطلاع ثانوی به حالت تعلیق درآمده است. در این اطلاعیه علت لغو پروازها «محدودیت‌هایی» ذکر شده که به «دلایل نامعلوم» از طرف اروپا اعمال شده‌است. پیش از آن سوئد اعلام کرده بود که به دلیل شیوع کرونا در ایران، پروازهای ایران‌ایر به مبدأ و مقصد سوئد را تا اطلاع ثانوی لغو می‌کند. دولت اتریش هم روز ۱۷ اسفند اعلام کرد که برای جلوگیری از گسترش آلودگی کرونا، پروازهای مستقیم به ایران را تعلیق می‌کند. همچنین شیوع این ویروس و کاهش تقاضا از سوی مردم ایران باعث شد تا قیمت بلیت هواپیما در بازار ایران کاهش یابد. قیمت بلیت پروازهای داخلی به پایین‌تر از حداقل نرخ مصوب برای آن پروازها رسید، به گونه‌ای که قیمت برخی مسیرهای پُر تردد داخلی مانند مسیرهای تهران به شهرهای دیگر، کاهش زیادی داشت. سخنگوی سازمان هواپیمایی کشور کاهش قیمت بلیت در پروازهای داخلی را ۷۰ درصد اعلام کرد.
محمد قانعی، رئیس اتحادیه هتلداران مشهد، در ۱۹ اسفند ۹۸ گفت در حال حاضر تنها ۵ درصد هتل‌های شهر فعالیت دارند که آن هم به خاطر میهمانان ویژه است. به گفته او، از هفته گذشته هیچ زائر خارجی در شهر نیست و «با اعمال محدودیت رفت‌وآمد و قرنطینه شهرها»، ورود زائر داخلی نیز نزدیک صفر شده‌است. هم‌زمان علی صادقین، کارشناس بازار سرمایه گفت: کرونا تأثیر عجیبی بر روند معاملات موجود در بازار داشت، ترس از اقتصاد جهان و ترس از تقاضا در بازار کامودیتی ناشی از وجود کرونا است، هر چند که در کسب و کار ایران هم اثر کرونا را شاهد هستیم و در دو ماه آینده تأثیر آن در کشور تشدید خواهد شد.
در ۲۰ اسفند رئیس اتحادیه تالارهای پذیرایی تهران اعلام کرد تمامی تالارهای تهران تعطیل و مراسمی که قرار بود در آن‌ها برگزار شود لغو شده‌اند که اکثراً از سوی خود شهروندان انجام شده‌است.
در اوایل اسفند پاکستان، کویت، عراق، ترکیه، ارمنستان و ترکمنستان مرزهایشان با ایران را بسته‌اند. بر این اساس رادیو فردا پیش‌بینی کرد با توجه به اینکه سهم این کشورها از کل صادرات غیرنفتی ایران در سال ۹۷ خورشیدی حدود ۱۵٫۵ میلیارد دلار بود که معادل ۳۵ درصد از کل صادرات غیرنفتی کشور است. جمهوری آذربایجان دوشنبه ۵ اسفند اعلام کرد که واردات کالاهای ایرانی به بازار صدرک، بزرگترین بازار جمهوری آذربایجان، را ممنوع کرده‌است. در زمینه واردات یک چهارم کل واردات ۴۴ میلیارد دلاری ایران از کشورهای همسایه انجام می‌گیرد که امارات، ترکیه و روسیه بیشترین سهم را در آن دارند. بر خلاف ایران که در انزوای ناشی از تحریم است، کشورهای دیگر به راحتی می‌توانند کالاهای دیگر کشورها را با ایران جایگزین کنند، اما ایران جایگزینی برای صادرات کالا به کشورهای جدید یا افزایش سطح تجارت با دیگر کشورها ندارد. بر اساس ارزیابی وزارت صنعت، معدن و تجارت، سال ۱۳۹۷ تنها ۱٫۱ میلیارد دلار از صادرات ایران کالاهای سرمایه‌ای بوده‌است و نزدیک ۸ میلیارد دلار صادرات غیرنفتی ایران شامل کالاهای مصرفی و ۳۵ میلیارد دلار کالاهای واسطه‌ای است که به راحتی همسایه‌های ایران می‌توانند این نوع کالاها را از بسیاری از کشورها فراهم کنند و تولید آنها اصولاً هیچ انحصاری ندارد. بخش کشاورزی ایران که سهمی ۷٫۵ درصدی در تولید ناخالص داخلی و به همین میزان سهم در صادرات غیرنفتی دارد از تحریم‌ها به شدت ضربه ببیند. همچنین در ۹ ماهه ابتدایی سال ۱۳۹۸ تنها بخشی از اقتصاد ایران که رشد نشان داده، همین بخش کشاورزی بوده و ضربه بر آن، اقتصاد ایران را باز هم کوچکتر خواهد کرد.
دبیر انجمن شرکت‌های هواپیمایی ایران در ۲۹ اسفند ۱۳۹۸ از کاهش بیش از ۸۰ درصدی پروازهای داخلی و سفرهای هوایی مردم ایران و ضرر ۳۰۰۰ میلیارد تومانی شرکت‌های هواپیمایی به دلیل کاهش و لغو پروازها خبر داد. جامعه هتلداران ایران نیز برآورد خسارت به هتل و هتل آپارتمان‌های ایران را بیش از ۳ هزار میلیارد تومان اعلام کرد.
مرکز افکارسنجی دانشجویان ایران (ایسپا) با انتشار نظرسنجی ای مشترک با شهرداری تهران که به صورت تلفنی و با اندازه نمونه ۱۰۰۵ نفر با جامعه آماری ساکنین شهر تهران اجرا شده، اعلام کرد ۷۰٫۴ درصد از پاسخگویان بیان کرده‌اند با شیوع کرونا درآمد خانوارشان کاهش یافته‌است. هومان حسنپور، رئیس اتحادیه ناشران و کتابفروشان تهران نیز اعلام کرد شیوع کرونا ۹۰ درصد به ناشران خسارت زده‌است.
دبیر تشکل‌های ملی گردشگری ایران در هشتم اردیبهشت ۱۳۹۹ اعلام کرد در دو ماه اسفند و فروردین، ۵۳۰۰ میلیارد تومان خسارت به صنعت گردشگری ایران وارد شده‌است است، وی تعداد شاغلین این بخش را ۲۴۰ هزار نفر به صورت مستقیم و ۵۵۰ هزار نفر به صورت غیرمستقیم بوده‌است.
در مهر ۹۹، عیسی منصوری، معاون اشتغال وزارت کار گفت از شروع دنیاگیری کروناویروس در ایران تاکنون «حدود ۶ میلیون نفر در کشور از کرونا آسیب دیده‌اند و حدود یک و نیم میلیون نفر در مشاغل به علت کرونا ریزش کرده‌اند و کار خود را از دست دادند.» و «از یک میلیون و ۵۰۰ هزار نفری که در دوران کرونا بیکار شده‌اند، حدود ۱۵۵ هزار و ۷۰۰ نفر از اسفند تاکنون نتوانسته اند دوباره شاغل شوند».

### بازار سیاه مواد ضدعفونی کننده و تجهیزات حفاظتی شخصی

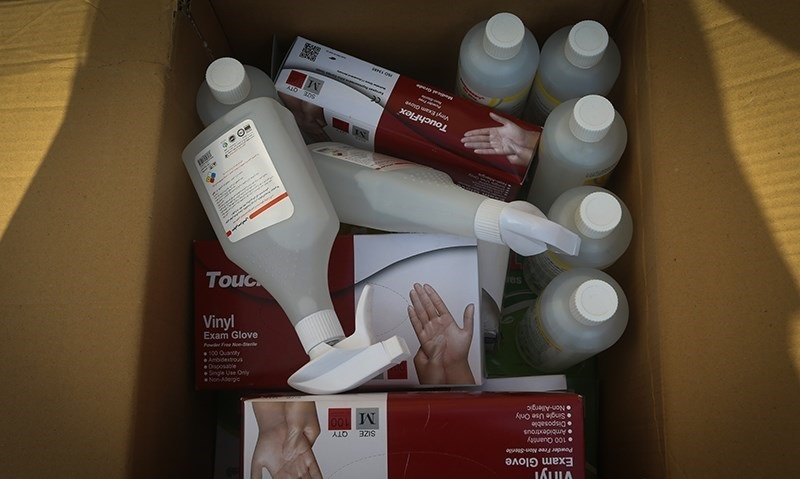
کشف اقلام احتکارشده در قم.

نگرانی از شیوع کرونا سبب افزایش تقاضا برای تجهیزات پیشگیری و بهداشتی نظیر اسپری پاک کننده و ماسک تنفسی شد که متعاقب آن برخی اقدام به احتکار این قبیل محصولات کردند و در نتیجه محصولات کمیاب شد و قیمت‌ها به یکباره افزایش یافت. در گزارش‌های مختلف محتکران اقدام به احتکار چندصد هزار ماسک کرده بودند.
ماسک در ایران بسیار گران و کمیاب شده و قیمت ماسک از ۴۱۰۰ تومان به ۱۵ هزار تومان رسیده‌است. این در حالی است که وزارت بهداشت ۲ میلیون ماسک به چین اهدا کرده‌است.
در ۱۲ اسفند در شمال تهران یک کارگاه تولیدکننده مواد ضدعفونی‌کننده تقلبی کشف شد و صاحبان آن دستگیر و تحویل مراجع قضایی شدند.
در ۱۳ اسفند یک کارگاه تولید مواد ضدعفونی‌کننده با برند تقلبی «طبیب صنعت فارس» و «پاکان دست» به‌نام جعلی شرکت پاک‌سازان آریا در غرب تهران کشف شد که صاحبان این کارگاه، خط تولیدی خود را در کارگاه لوازم یدکی تقلبی خودرو دایر کرده بود. صاحبان این کارگاه که پیش از این، مشغول تولید لوازم و قطعات تقلبی خودرو بوده‌اند در پی شیوع ویروس کرونا و نیاز مبرم مردم به اقلام بهداشتی و ضدعفونی‌کننده، اقدام به برپایی خط تولید مواد ضدعفونی‌کننده با برند تقلبی کرده بودند.
رانندگان تاکسی و اتوبوس در تهران در جهت دریافت ماسک و دستکش و وسایل حفاظت حداقلی از خودشان با مشکلاتی روبه‌رو هستند. این در حالی است که قیمت ماسک ۴۱۰ تومانی به ۳٬۰۰۰ تومان و ۵٬۰۰۰ تومان رسیده‌است و محلول‌هایی که تا قبل از ورود کرونا، در قفسه داروخانه‌ها خاک می‌خورد، به یکباره با چند بار قیمت به فروش رفتند و نایاب شدند.
در ۱۲ اسفند و پس از آن‌که چند تن از مقامات از تولید انبوه ماسک در ایران خبر دادند، سعید نمکی در نامه‌ای به رضا رحمانی (وزیر صنعت) با اشاره به اینکه در طول یک هفتهٔ گذشته (۲ تا ۱۰ اسفند ۹۸) «حداکثر یک میلیون ماسک» تحویل وزارت بهداشت شده‌است، به‌شدت از «شعار فریبندهٔ تولید چند میلیون ماسک در روز» و «شبکهٔ احتکار ماسک» انتقاد کرد. پیش‌تر مدیر اجرایی بسیج اتاق اصناف و قائم مقام وزیر صنعت در اظهار نظرهای جداگانه از تولید چند میلیون ماسک در روز سخن گفته بودند.
از ۱۶ اسفند دادگاه رسیدگی به اتهامات محتکران ماسک، «خارج از نوبت» برگزار شد.

## اختلال دسترسی به ویکی‌پدیای فارسی
همزمان با گسترش ویروس‌کرونا، ویکی‌پدیای فارسی در ایران مسدود شد. دیدبان جهانی اینترنت نت‌بلاکس مؤسسه ناظر بر اینترنت روز سه‌شنبه ۱۳ اسفند ۱۳۹۸ اعلام کرد دسترسی به ویکی‌پدیای فارسی در ایران طبق آزمایشهای فنی که انجام شده با همان شیوه‌ای که فیس‌بوک و توییتر مسدود شده‌اند، مسدود شده‌است. مرگ محمد میرمحمدی عضو شورای مجمع تشخیص مصلحت نظام ایران به دلیل کرونا از نظر نت بلاکس، با این مشکل اختلال در دسترسی به ویکی‌پدیای فارسی در ارتباط است. به گفته این مؤسسه اطلاعات شبکه‌ای تأیید می‌کند که بستن این سایت به لحاظ فنی با تکنیک‌های شناخته شده محدودسازی سایت‌ها در ایران، فیلتر کردن اسم و فیلتر کردن DNS برای جلوگیری از آپلود کردن همخوان است.